# 杨可春
杨可春，山东长清人，是一名清朝政治人物。举人出身。
杨可春曾于1798年接替谢生翘任嘉定县知县一职，1800年由姚学甲接任。